# Scrophularia kiriloviana
Scrophularia kiriloviana là một loài thực vật có hoa trong họ Huyền sâm. Loài này được Schischk. miêu tả khoa học đầu tiên năm 1955.